# سيباستيان ليكورنو
سيباستيان ليكورنو (مواليد 11 يونيو 1986) هو سياسي فرنسي يشغل حالياً منصب وزير أقاليم ما وراء البحار.